# Полупростая группа Ли
Полупростая группа Ли — связная группа Ли, не содержащая нетривиальных связных разрешимых (или, что равносильно, связных абелевых) нормальных делителей. Иногда требование связности опускают.
Группа Ли полупроста тогда и только тогда, когда её касательная алгебра полупроста, то есть раскладывается в прямую сумму простых алгебр.

## Свойства
- Всякая связная полупростая группа Ли допускает точное конечномерное линейное представление[2].
- Односвязная полупростая группа Ли однозначно (с точностью до изоморфизма групп Ли) определяется своей схемой Дынкина[3].
- Всякая полупростая группа Ли является центральным расширением произведения простых групп Ли[источник не указан 1185 дней].
- Неприводимое конечномерное представление связной полупростой группы Ли однозначно (с точностью до изоморфизма представлений) определяется своим старшим весом[англ.][4].

## Применение
Теорема Леви-Мальцева о разложении Леви утверждает, что любая односвязная группа Ли является полупрямым произведением разрешимой нормальной подгруппы и полупростой подгруппы. Для многих задач это позволяет рассматривать отдельно теорию разрешимых групп Ли и отдельно — полупростых.